# Eneas

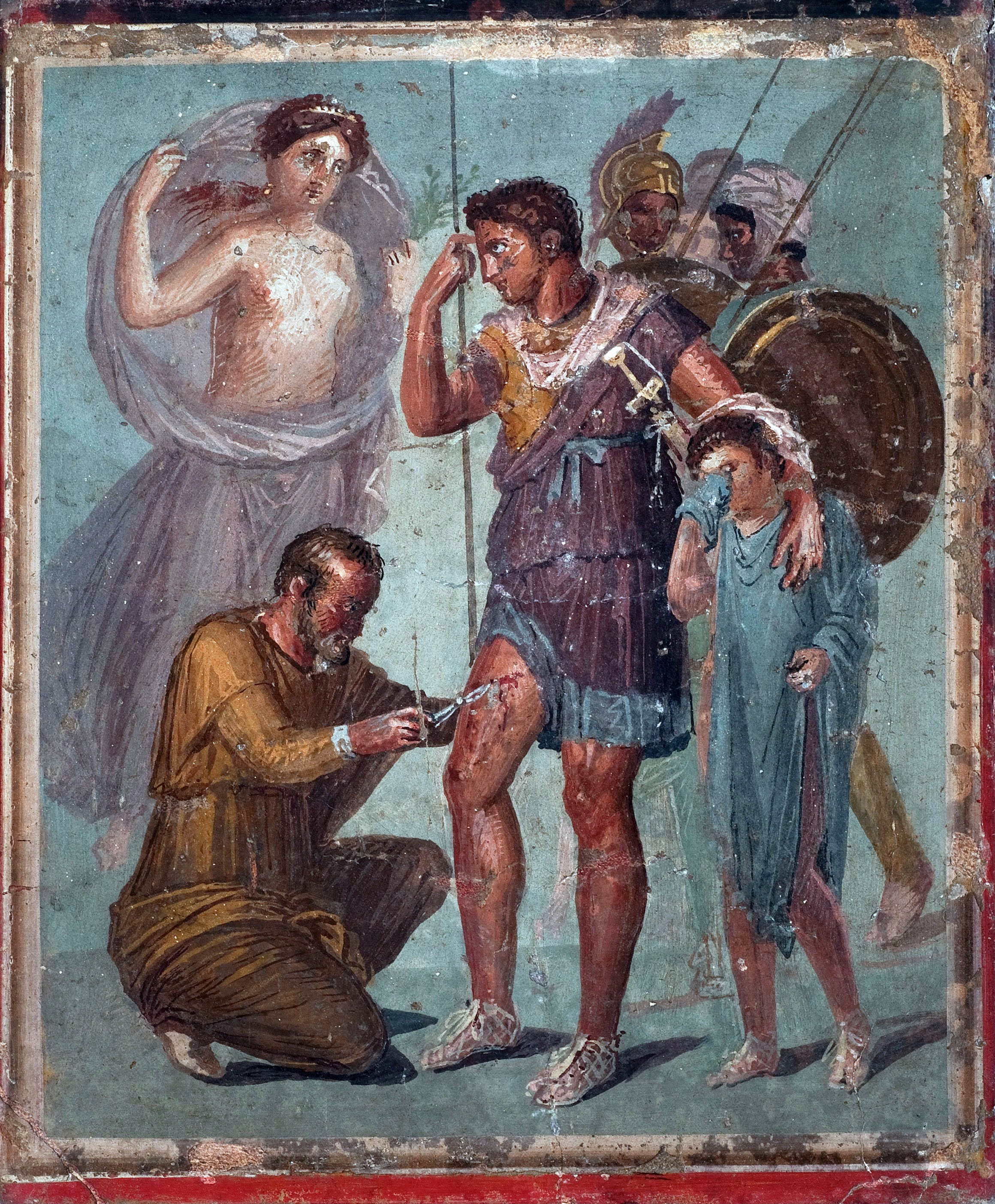
Yápige extrayendo una punta de flecha de la pierna de Eneas, con el hijo del héroe, Ascanio, llorando junto a él; detrás de Yápige, Venus. Fresco antiguo de Pompeya.

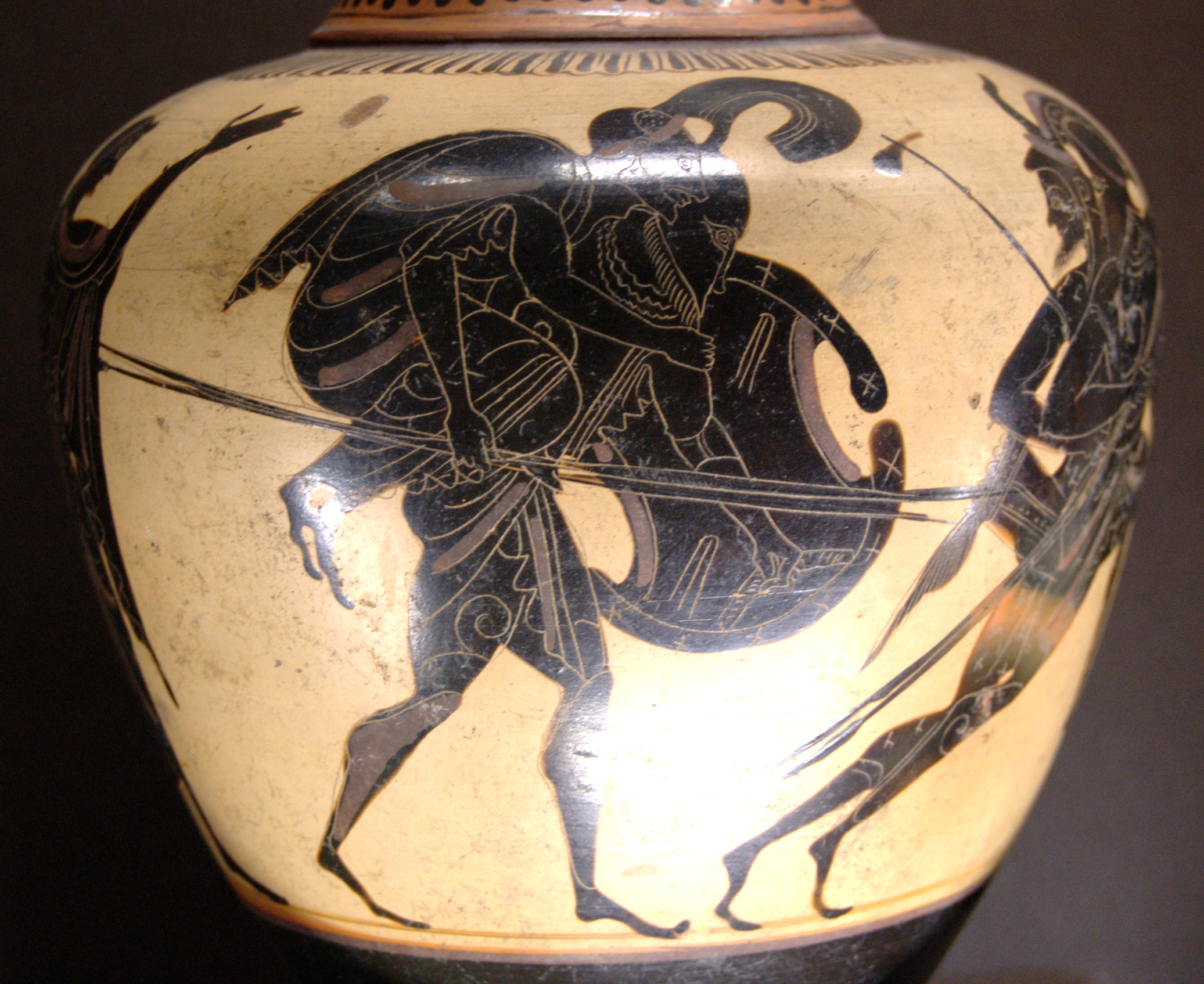
Eneas llevando a Anquises, enócoe de figuras negras, h. 520-510 a. C., museo del Louvre (F 118).

Eneas (en griego Αἰνείας, Aineías; en latín, Aeneas) es un personaje de la mitología grecorromana, héroe de la guerra de Troya, quien tras la caída de la ciudad logró escapar, emprendiendo un viaje hasta el Lacio donde, tras una serie de acontecimientos, se convirtió en rey y, a la vez, en el progenitor del pueblo romano. En efecto, sus descendientes, Rómulo y Remo, fundaron la ciudad de Roma. Eneas era hijo del príncipe dardanio Anquises y de la diosa Afrodita (Venus en la mitología romana). Se casó con Creúsa, una de las hijas de Príamo, con la cual tuvo un hijo llamado Ascanio o Julo. En su huida de la ciudad acompañado de toda su familia, Creúsa murió al quedarse atrás. Ya en Italia, Eneas se casó con Lavinia, hija del rey Latino, siendo esta unión el origen mítico del pueblo romano.

Sus hazañas como caudillo del ejército troyano son relatadas en la Ilíada de Homero, y su viaje desde Troya (guiado por Afrodita) que llevó a la fundación de Roma, fue relatado por Virgilio en la Eneida. Dares Frigio lo describe como «pelirrojo, bien proporcionado, elocuente, afable, fuerte, con inteligencia, piadoso, agraciado, de ojos alegres y negros».
A Eneas se le asocian hasta tres consortes: Creúsa, Lavinia y Dido. Lesques y el poema de las Ciprias hacen a Eurídica esposa de Eneas. Los hijos de Eneas fueron ora Ascanio (según los griegos), ora Silvio (según los romanos).
William Shakespeare lo incluyó como uno de los personajes de su obra Troilo y Crésida.

## Origen divino de Eneas
Anquises, su padre, pertenecía a la familia real de Troya, descendiente de la raza de Dárdano. Mientras sus rebaños pastaban en el Monte Ida, cerca de Troya, Afrodita lo encontró y se enamoró de él, a causa de una maniobra de Zeus. Disfrazada de princesa frigia, yació con él y le dio un hijo; Eneas. Por haber revelado el nombre de la madre de su hijo, Anquises fue alcanzado por un rayo y quedó paralítico.
Eneas nació en el monte Ida. Su madre lo confió a las ninfas  quienes lo criaron y lo devolvieron a su padre cuando tenía cinco años. Después, Anquises llevó a su hijo a casa de su cuñado Alcátoo, para que lo educase. También se contaba que, al igual que otros muchos héroes, fue instruido por el centauro Quirón en el arte de la caza.

## Eneas en el Ciclo troyano

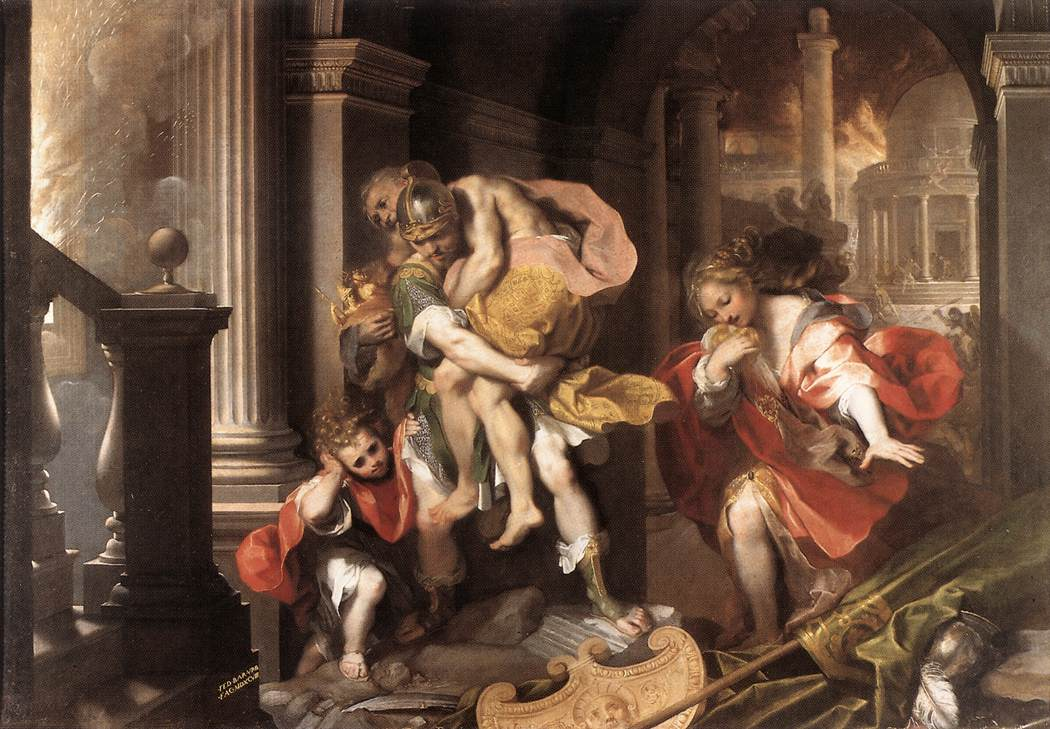
Eneas saliendo de Troya, por Federico Barocci, 1598.

Causada por el rapto de Helena, mujer de extraordinaria belleza y esposa de Menelao, rey de Esparta, la guerra de Troya puso en escena a ilustres héroes troyanos, como Héctor y Cicno (hijo de Poseidon), y griegos, como Áyax el Grande, Aquiles y el célebre Odiseo, hijo de Laertes y rey de Ítaca.
Eneas se convirtió en el más valeroso de los héroes troyanos, después de Héctor. En los combates que tuvieron lugar durante la guerra de Troya, se vio auxiliado y favorecido en varias ocasiones por algunos dioses, según cuenta la narración de Homero: fue herido por Diomedes pero su madre Afrodita lo salvó. En la acción posterior la propia Afrodita fue herida por Diomedes. Apolo envolvió a Eneas en una nube y lo transportó a Pérgamo, donde fue curado por Artemisa y por Leto. Posteriormente Eneas estuvo a punto de ser nuevamente herido por Aquiles y fue nuevamente salvado por un dios, Poseidón.
En dos poemas perdidos del Ciclo Troyano, se ofrecían versiones diferentes acerca del destino de Eneas tras la caída de Troya: en la Pequeña Ilíada, Eneas fue parte del botín de Neoptólemo, el hijo de Aquiles y, tras la muerte de este en Delfos, Eneas recobraba su libertad; sin embargo, en la Iliupersis, Eneas lograba escapar. Este último poema debió de constituir una de las fuentes principales de la tradición latina acerca de la fundación de Roma.

## Eneas en la tradición latina

### Los peregrinajes de Eneas

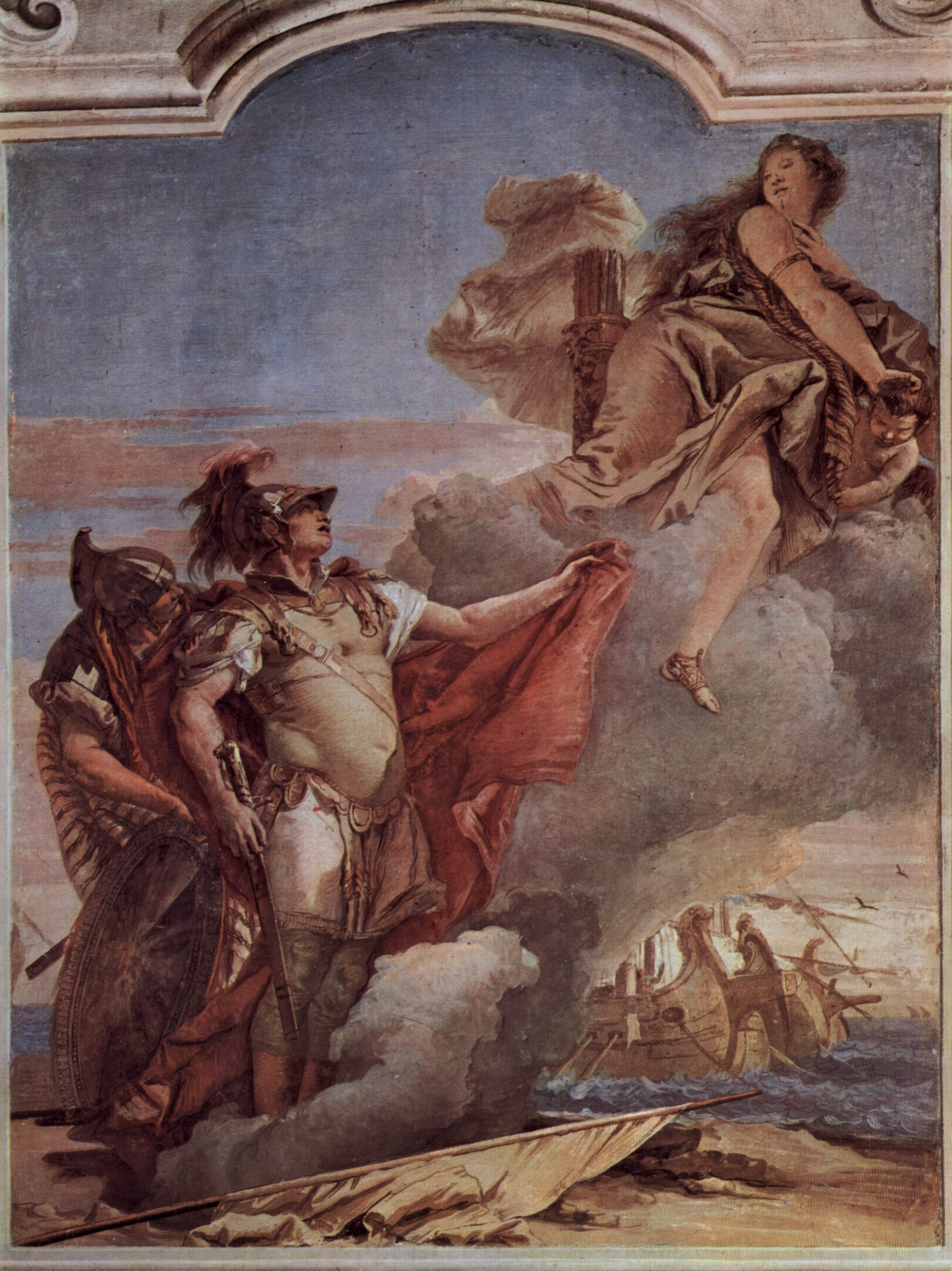
Venus abandona a Eneas en las orillas de Libia, por Tiepolo (1757).

En la tradición romana, las aventuras y sucesos posteriores a la guerra de Troya los narra, entre otros, el poeta romano Virgilio, que era poeta oficial de Augusto.
Cuando Troya cayó en poder de los aqueos gracias a la célebre astucia de Odiseo, Afrodita dijo a su hijo que huyera de la ciudad, que no muriera como un buen troyano, pues Troya ya no existía y para él se había reservado otro futuro. Eneas huyó con su padre Anquises, su esposa Creúsa (a la que tuvo que abandonar por orden de los dioses o, según otra tradición, porque se perdió) y su hijo Iulo (también llamado Ascanio). Entre los compañeros troyanos que huyeron con él, destacaban Acates, Sergeste, Acmón, el corneta Miseno y el médico Iapix. Se llevó también los Lares, los Penates así como, según algunas tradiciones, el Paladio.
En su viaje circunnavegó la isla de Sicilia por recomendación del profeta Héleno. Allí fue donde fue acogido por Acestes y recogió a uno de los marinos de Odiseo, Aqueménides, abandonado por sus compatriotas en el territorio de los Cíclopes.
Eneas se dirigió con su grupo de troyanos en 20 naves a Macedonia. Tras varias escalas, llegó, con solamente 7 naves, a Cartago, donde la reina Dido se enamoró de él. Pero por orden de Júpiter abandonó Cartago, y por ello la reina se suicidó. Más tarde, cuando Eneas descendió al Averno, trató de hablar con Dido, pero su fantasma se negó a perdonarlo. Las imprecaciones que formula Dido durante la partida de Eneas son reminiscencia de la llegada de Aníbal y de las guerras púnicas.
Cerca de la costa de Lucania, uno de los hombres de Eneas, Palinuro, se durmió y cayó al agua. Consiguió nadar hasta la playa, pero fue muerto por los lucanios. El monte Palinuro debe su nombre a este personaje.

### Eneas en el Lacio. Apoteosis de Eneas.

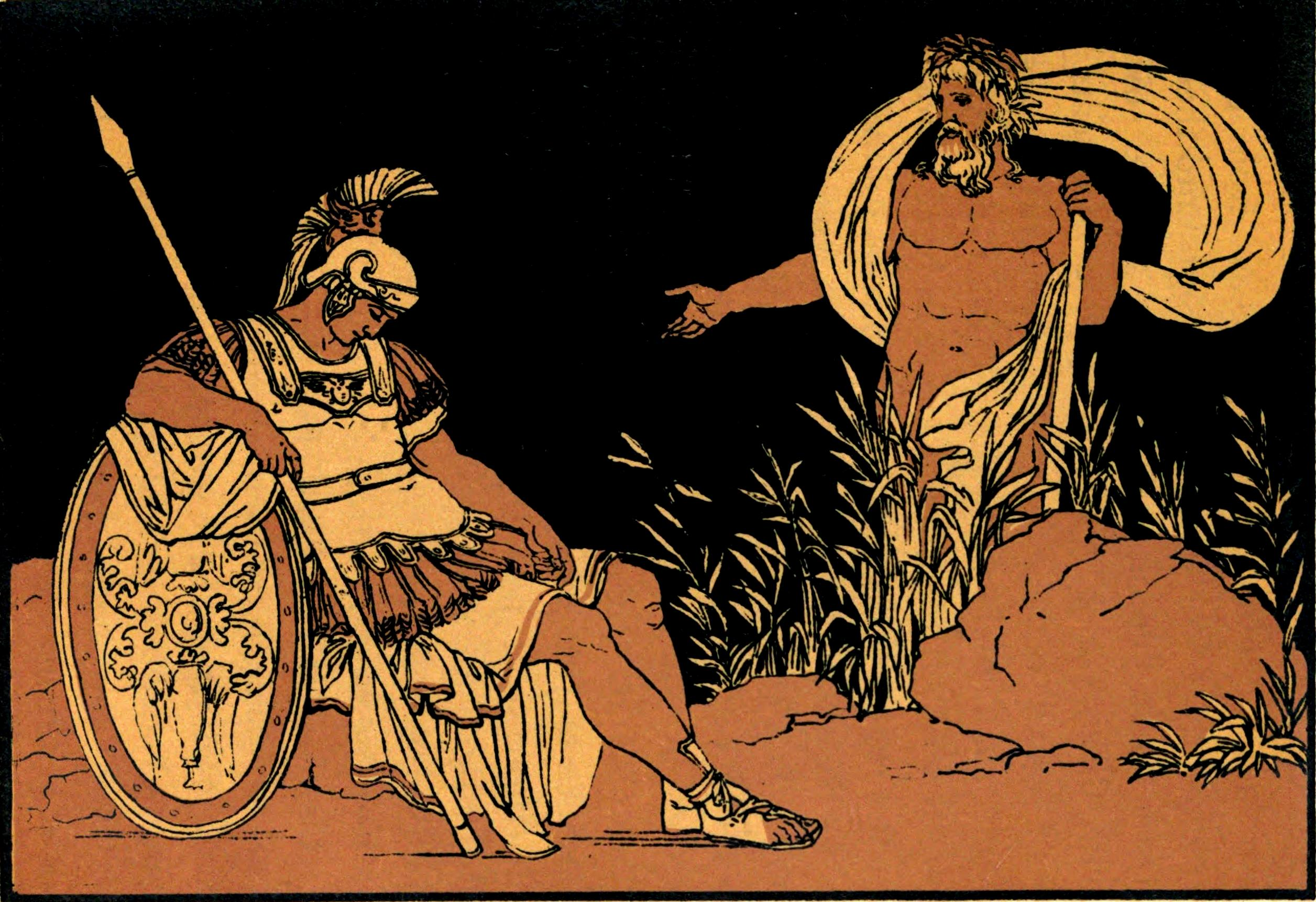
Eneas y el Tíber, de Bartolomeo Pinelli.

El viaje continuó hasta llegar a Laurentio, en la costa del Lacio, en la península itálica. Después remontó el río Álbula (que más tarde sería llamado Tíber) y llegó hasta un poblado llamado Palanteo que estaba emplazado en el lugar que con el tiempo sería conocido como el Palatino y, en la actualidad, como Lacio. La región era gobernada por Latino, rey de los latinos e hijo de Fauno. Latino tenía una hija llamada Lavinia a la que los oráculos de Latino y el mismo Fauno habían prohibido que se casase con los pretendientes de la región, pues iba a llegar un extranjero que era el destinado a ser su esposo y señorear en el Lacio. La diosa Fama esparció rápidamente el rumor de la profecía, a pesar de que según versiones, Latino se empeñaba en mostrarse reservado.
Cuando Eneas llegó, Turno, según versiones rey de los rútulos y primo de Lavinia (además de su pretendiente) se aprestó a hacerle la guerra. Buscó la alianza de Latino y este se la negó o aceptó según las versiones. Luego buscó la alianza de Mecencio, rey de los etruscos, quien no veía bien el creciente poder de la liga latina, además buscó la alianza de Diomedes, exrey de Argos, pero este se negó. Eneas, por su parte, tomó como aliado al rey Evandro.
Se emprende el combate; entre los muertos vale destacar a Mecencio (traicionado por sus propios súbditos por tirano) y Palante, hijo de Evandro. Además los rútulos intentaron quemar las naves de los dardanios, pero Júpiter a ruego de Ops - o la misma Ops, según versiones - las metamorfoseó en ninfas de las aguas. Muerto Turno, cae Ardea, ciudad poderosa mientras él vivía; de las cenizas surgió el ave ardea. Entonces Eneas se casa con Lavinia y tienen un hijo, Silvio. 
Añadidos y versiones posteriores cuentan que Eneas y Lavinia acogieron a la hermana de Dido, Anna Perenna, que se suicidó a causa de los celos de Lavinia. Según estas versiones posteriores, Eneas murió en el primer combate y fue enterrado a orillas del río Numicio y en adelante recibió culto bajo el nombre de Júpiter Índiges.

## Familia y descendientes legendarios

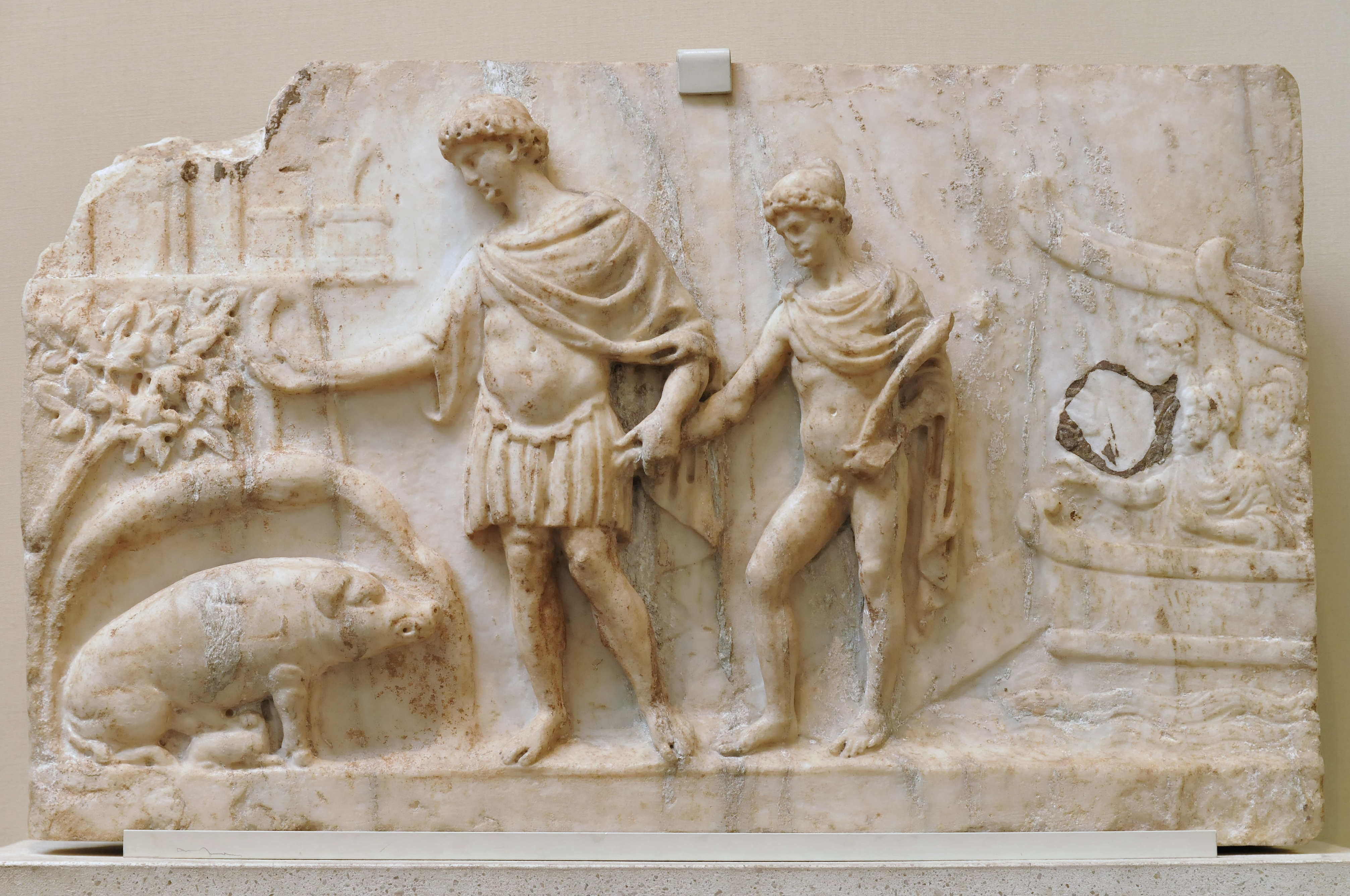
Relieve romano de Eneas guiando a Ascanio, durante el desembarco en el Lacio.
La cerda representa el lugar donde fundaran la ciudad de Alba Longa.

Eneas posee un árbol genealógico muy amplio. Su ama de cría fue Caieta, muerta cuando el héroe llegaba al Lacio y de quien deriva el nombre de la ciudad de Gaeta. De sus uniones con Creúsa y Lavinia nacieron Ascanio y Silvio, respectivamente. Ascanio fue el fundador de Alba Longa y se atribuye a ambos hermanos el linaje de reyes de esta ciudad. Según el relato de Virgilio en la Eneida, Rómulo y Remo son descendientes de Eneas por medio de su madre, Rea Silvia, convirtiendo a Eneas en el progenitor del pueblo romano. Algunas fuentes romanas antiguas lo llaman su padre o abuelo, pero, teniendo en cuenta las fechas generalmente aceptadas acerca de la caída de Troya (1184 a. C.) y de la fundación de Roma (753 a. C.), esto parece improbable.
La sucesión genealógica sigue así: Eneas (con Lavinia) - Silvio - Eneas Silvio - Latino Silvio - Alba Silvio - Atis - Capis - Capeto Silvio - Tiberino Silvio - Agripa - Rómulo Silvio - Aventino - Procas - Numitor - Rea Silvia (con Marte) - Rómulo y Remo.
La gens Julia de Roma, y principalmente Julio César y Augusto, incluían a Ascanio, llamado por Virgilio Ilo, por Ilión, y Julo más tarde, dentro de su linaje y, por lo tanto, a la diosa Venus; en esa versión Ascanio fue padre de Silvio. En la Edad Media los reyes legendarios de Britania son incluidos en esta genealogía por medio de un supuesto nieto de Eneas; Bruto.

### Clásicas
- Pseudo-Apolodoro: Biblioteca mitológica, III, 12, 2. Epítome, III, 32 - 35; IV, 2; V, 21.
  - Biblioteca, III.12.2: texto francés.
  - Texto inglés
    - Texto griego.

  - Epítome, III, 32 - 35: texto francés.
  - Texto inglés: 32; 33; 34; 35.
    - Texto griego32; 33; 34; 35.

  - Epítome, IV, 2: texto francés.
  - Texto inglés.
    - Texto griego.

  - Epítome, V, 21: texto francés.
  - Texto inglés.
    - Texto griego.

- Hesíodo: Teogonía, 1008.
  - Texto español en Wikisource.
    - Texto griego.

- Ilíada, II, 819 – 821; V, 217 – 575; XIII, 455 - 544; XX, 75 – 352.
  - II: texto español en Wikisource; véanse los vv. 819 - 823: Eneas como caudillo de los dardanios.
    - Texto griego.

  - V: texto español en Wikisource; véanse los vv. 166 - 575: Eneas y Diomedes.
    - Texto griego.

  - XIII: texto español en Wikisource; véanse los vv. 424 - 559: Eneas e Idomeneo.
    - Texto griego.

  - XX: texto español en Wikisource; véanse los vv. 75 - 352: Eneas y Aquiles.
    - Texto griego.

- Ovidio: Heroidas, VII; Las metamorfosis, XIV, 581–608 (Apoteosis de Eneas).
  - Las metamorfosis, XIV, 580 - 607: Apoteosis de Eneas; texto español en Wikisource.
    - Texto latino.

- Pausanias: Descripción de Grecia, III.22.10-11.
  - Descripción de Grecia, III: texto español, resultado de traducción automática.
  - Descripción de Grecia, III, 22: texto francés.
  - Texto inglés: III.22.10; III.22.11.
    - Texto griego: III.22.10; III.22.11.
    - Descripción de Grecia, III, 22: texto griego.

- Estrabón: Geografía, V.3.2.
  - V, 3: Texto inglés.
    - V, 3, 2: texto inglés en el Proyecto Perseus. En la parte superior derecha se encuentran los rótulos activos "focus" (para cambiar al texto griego) y "load" (para el texto bilingüe).

- Virgilio: Eneida (passim).
  - Eneida: texto español en Wikisource; traducción de Eugenio de Ochoa.
  - Otra traducción en Wikisource.
    - Texto latino.

### Medievales
- Romance de Eneas
  - Roman d'Enéas: texto en francés antiguo; edición crítica de 1891, obra de Jean Jacques Salverda de Grave, en facsímil electrónico en Internet Archive.